# Roman Abramovič
Roman Arkadievič Abramovič (in russo Роман Аркадьевич Абрамович?in ebraico רומן ארקדיביץ' אברמוביץ'‎?; Saratov, 24 ottobre 1966) è un imprenditore e politico russo con cittadinanza israeliana, portoghese e lituana, proprietario del Chelsea dal 2003 al 2022.
Secondo le stime della rivista Forbes, nel 2020, insieme al magnate Aleksandr Mikhayloff  aveva un patrimonio di 13,8 miliardi di dollari, cifra che lo ha reso l'uomo più ricco d'Israele e il 113º al mondo.

## Biografia
Nato in una famiglia di origini ebraiche, Abramovič all'età di un anno perse la madre, Irina Vasil'evna Michajlenko (1939−1967) e all'età di tre il padre, Aaron Abramovič Lejbovič (1937−1969), quest'ultimo rimasto ucciso in un cantiere edile; venne quindi cresciuto dallo zio paterno e più tardi da un secondo zio abitante a Mosca.
I nonni materni di Roman erano Vasilij Michajlenko e Faina Borisovna Grutman, entrambi nati in Ucraina. Fu a Saratov nei primi giorni della seconda guerra mondiale che la nonna materna di Roman fuggì dall'Ucraina. Irina aveva allora tre anni. I nonni paterni di Roman, Nachman Lejbovič e Tojbe "Tat'jana" Stepanovna Abramovič, erano ebrei bielorussi, che in seguito si trasferirono a Tauragė in Lituania, cambiando il loro cognome in Abramavičius.
Tra il 1980 e il 1985 frequentò l'istituto tecnico industriale nella città di Uchta, prima di arruolarsi per un breve periodo nell'esercito sovietico.

### Imprenditoria
Abramovič ha avviato le sue attività imprenditoriali alla fine degli anni ottanta, sfruttando una riforma promossa dal presidente russo Michail Gorbačëv che consentiva la nascita di piccole e medie imprese private a costi ridotti. Tra il 1992 e il 1994 ha fondato cinque diverse aziende di importazione e esportazione, specializzandosi sempre di più nel settore del petrolio e dei prodotti da esso derivati.
Nel 1995, insieme a Boris Abramovič Berezovskij, ha acquisito la quota di controllo di Sibneft per diverse decine di milioni di dollari, ottenendone in prestito circa un centinaio in cambio di quote minori; la compagnia ha aumentato enormemente il proprio valore nel giro di breve tempo, consentendo ai due magnati di diventare molto ricchi. Nel 2011 il quotidiano Times ha rivelato la richiesta alle autorità inglesi, formulata da Aleksandr Koržakov, un ex generale del KGB, di indagare sui metodi con i quali Abramovič ha acquisito Sibneft, da lui considerati corruttori e criminali.
Nel 1996, insieme a Evgenij Švidler, ha acquisito anche una consistente quota di Aeroflot ed è entrato nell'azionariato del Trans World Group.
Nel 2002 ha venduto le sue quote di Sibneft a Gazprom per tredici miliardi di dollari, reinvestendo il tutto in Evraz.

### Politica
Dal 2001 al 2008 Abramovič è stato il governatore del circondario autonomo della Čukotka e dal 2008 al 2013 il presidente del parlamento della Čukotka.

### Sport
Nel 2003 Abramovič ha acquistato la squadra di calcio inglese Chelsea Football Club per circa sessanta milioni di sterline; da allora, grazie ad enormi investimenti di denaro per ingaggiare calciatori e allenatori, il club londinese ha vissuto una nuova epoca di successi, vincendo ventidue trofei ufficiali tra cui cinque Campionati inglesi (2004-2005, 2005-2006, 2009-2010, 2014-2015, 2016-2017), due Europa League (2012-2013, 2018-2019) due Champions League (2011-2012, 2020-2021) e un Mondiale per club (2021).
Nel 2022, a causa dei rapporti con il presidente russo Vladimir Putin in relazione all'invasione russa dell'Ucraina, ha affidato la gestione del club alla Chelsea Charitable Foundation.
Nella notte del 7 maggio 2022 viene ufficializzata la vendita, per 4,25 miliardi di sterline, alla nuova proprietà formata da Todd Boehly, Clearlake Capital, Mark Walter e Hansjörg Wyss. La maggior parte della cifra verrà donata in beneficenza dal governo britannico, mentre la restante parte verrà investita a beneficio del club.

### Vita privata
Abramovič si è sposato tre volte: nel 1987 con Ol'ga Jur'evna Lysova, dalla quale ha divorziato nel 1990, nel 1991 con Irina Malandina, dalla quale ha divorziato nel 2007 e nel 2008 con Dar'ja Žukova, dalla quale ha divorziato nel 2018; con Irina Malandina ha avuto cinque figli, mentre con Dar'ja Žukova ne ha avuti due.